# Sphecius
Genre
Sphecius est un genre d'hyménoptères de la famille des crabronidés. Il comprend les espèces suivantes :
- Sphecius antennatus
- Sphecius citrinus
- Sphecius claripennis
- Sphecius conicus
- Sphecius convallis
- Sphecius grandidieri
- Sphecius grandis
- Sphecius hemixanthopterus
- Sphecius hogardii
- Sphecius intermedius
- Sphecius lutescens
- Sphecius malayanus
- Sphecius milleri
- Sphecius nigricornis
- Sphecius pectoralis
- Sphecius persa
- Sphecius quartinae
- Sphecius schulthessi
- Sphecius speciosus
- Sphecius spectabilis
- Sphecius uljanini